# Faiditus globosus
Faiditus globosus är en spindelart som först beskrevs av Eugen von Keyserling 1884.  Faiditus globosus ingår i släktet Faiditus och familjen klotspindlar. Inga underarter finns listade i Catalogue of Life.